# Tobago United
Le Tobago United est un club trinidadien de football basé à Scarborough. 

## Anciens joueurs
- George Dublin
- James Baird
- Collie Hercules
- Andrew Durant
- Ian Lake
- Lorenzo Wiebers
- Ansil Elcock